# Федеральное министерство экономического сотрудничества и развития Германии
Федеральное министерство экономического сотрудничества и развития (нем. Bundesministerium für wirtschaftliche Zusammenarbeit und Entwicklung, сокращённо BMZ) — одно из федеральных министерств Германии, ответственное за планирование и реализацию государственной политики в области международного развития и сотрудничества. Министерство было основано 14 ноября 1961 года и имеет два основных офиса: в Бонне и Берлине.

## История
Министерство было создано в 1961 году для координации и объединения различных инициатив Германии в области международной помощи и развития. До этого функции по экономическому сотрудничеству были распределены между несколькими ведомствами.

## Задачи и структура
BMZ отвечает за разработку концепций и стратегий немецкой политики в области развития, включая продвижение демократических принципов и прав человека в странах-партнёрах. Министерство заключает двусторонние соглашения, контролирует их выполнение и финансирует реализацию через исполнительные организации и неправительственные структуры.
Министерство также координирует участие Германии в международных организациях, таких как Европейский фонд развития, Всемирный банк, региональные банки развития и агентства ООН. С 1998 года BMZ входит в состав Совета безопасности Германии, что подчёркивает значимость развития как элемента внешней политики.

### Департаменты
Министерство состоит из следующих департаментов:
- Департамент Z — административные вопросы и бюджет.
- Департамент G — общие вопросы политики развития, миграции, беженцев и взаимодействия с гражданским обществом.
- Департамент 1 — здравоохранение, цифровизация, устойчивые цепочки поставок, сельское развитие и продовольственная безопасность.

[13:48, 20.05.2025] ChatGPT: * Департамент 2 — сотрудничество с африканскими странами.
- Департамент 3 — сотрудничество с Европой, Азией, Латинской Америкой и Ближним Востоком.
- Департамент 4 — многостороннее сотрудничество, включая отношения с ЕС, Всемирным банком и международную климатическую политику.

Кроме того, при руководстве министерства действуют два штаба: по внешним коммуникациям и по поддержке руководства (протокол, связи с парламентом и др.).

## Международное представительство
BMZ направляет своих представителей в страны-партнёры и международные организации для координации проектов в области развития. Сотрудники министерства работают в посольствах Германии в таких городах, как Аккра, Аддис-Абеба, Анкара, Бамако, Белград, Бишкек, Бразилиа, Коломбо, Дакар, Дар-эс-Салам, Дакка, Ереван, Ханой, Исламабад, Джакарта, Яунде, Кабул (временно в Дохе), Каир, Кампала, Катманду, Кигали, Киншаса, Ла-Пас, Лилонгве, Лима, Лусака, Манагуа, Мапуту, Найроби, Нью-Дели, Уагадугу, Пекин, Пномпень, Претория, Рабат, Рамалла, Сана, Тегусигальпа, Тбилиси и Виндхук.
[13:49, 20.05.2025] ChatGPT: Также представители BMZ работают в постоянных представительствах Германии при международных организациях: ООН (Женева и Нью-Йорк), ОЭСР (Париж), ЕС (Брюссель), ФАО, Всемирной продовольственной программе и Международном фонде сельскохозяйственного развития (все — Рим).